# GiveDirectly
GiveDirectly es una organización sin ánimo de lucro que opera en zonas de bajos ingresos y ayuda a familias que viven en la pobreza extrema haciéndoles transferencias incondicionales de efectivo a través del teléfono móvil. GiveDirectly transfiere fondos a personas de Bahamas, Bangladesh, RDC, Liberia, Kenia, Malaui, Marruecos, Mozambique, Nigeria, Ruanda, Togo, Turquía, Uganda, EE. UU. y Yemen.

## Historia
GiveDirectly se originó como un círculo de donaciones iniciado por Paul Niehaus, Michael Faye, Rohit Wanchoo y Jeremy Shapiro, estudiantes del MIT y Harvard, basado en sus investigaciones sobre filantropía. En 2012 formalizaron su operación en GiveDirectly.
En diciembre de 2012, GiveDirectly recibió un premio Global Impact Award de 2,4 millones de dólares de Google. En junio de 2014, los fundadores de GiveDirectly anunciaron planes para crear una empresa tecnológica con ánimo de lucro, Segovia, destinada a mejorar la eficiencia de las distribuciones de transferencias de efectivo en el mundo en desarrollo. En agosto de 2015, GiveDirectly recibió una subvención de 25 millones de dólares de Good Ventures.
En abril de 2016, GiveDirectly anunció una iniciativa de 30 millones de dólares para poner a prueba la renta básica universal con el fin de «intentar acabar permanentemente con la pobreza extrema en decenas de pueblos y miles de personas en Kenia, garantizándoles unos ingresos continuos lo suficientemente altos como para satisfacer sus necesidades básicas» y, si funciona, allanar el camino para su implantación en otras regiones. La iniciativa se puso en marcha en noviembre de 2017 y tiene una duración prevista de 12 años.
En el año 2017, GiveDirectly aplicó su modelo por primera vez en Estados Unidos, distribuyendo tarjetas de débito cargadas de efectivo a los residentes de Rose City (Texas) tras el paso del huracán Harvey.
En 2022, GiveDirectly nombró presidente al político y diplomático británico Rory Stewart.
En 2023, una investigación reveló que en la República Democrática del Congo, donde GiveDirectly comenzó a operar en 2018, los empleados habían desviado al menos 900.000 dólares de varios cientos de destinatarios previstos en Kivu del Sur hacia ellos mismos, incluidos los propios equipos de auditoría encargados de identificar estos casos. GiveDirectly interrumpió sus operaciones en el país en enero de 2023 y comenzó una auditoría de sus transferencias de fondos en otro país africano.

## Operaciones

### Apoyo por la COVID-19
GiveDirectly puso en marcha dos programas de respuesta de emergencia a la pandemia por la COVID-19: uno en EE. UU., para el que ha recaudado 118 millones de dólares, y otro en países africanos, para el que ha recaudado 76 millones de dólares. La organización ha enviado ayuda en efectivo a 116.000 familias en EE. UU. y a 342.000 familias en Kenia, Liberia, Malaui, Ruanda y Togo.
En Togo se basó en un programa gubernamental de transferencia de efectivo llamado Novissi. El dinero se paga a través de la tecnología de dinero móvil, y los beneficiarios retiran el dinero en las tiendas locales. GiveDirectly ayudó a ampliar el programa a determinadas zonas rurales en las que al Gobierno le resultaba difícil identificar a los beneficiarios más pobres. El algoritmo de aprendizaje automático, primero, encuentra los pueblos más pobres analizando el material de los tejados, el tamaño de las parcelas agrícolas y la presencia de carreteras asfaltadas o sin asfaltar a través de imágenes por satélite.Luego, localiza a las personas más pobres de un pueblo analizando los datos de sus teléfonos móviles, como la duración y la frecuencia de las llamadas telefónicas, el número de llamadas entrantes frente a las salientes y la cantidad de datos móviles utilizados.

### Experimento de renta básica
En abril de 2016, GiveDirectly anunció un experimento de 12 años para probar una renta básica universal en una región rural del oeste de Kenia. Más de 26.000 personas recibirán algún tipo de transferencia de efectivo, y más de 6.000 recibirán una renta básica a largo plazo.
- Renta básica a largo plazo: 40 pueblos con beneficiarios que reciben aproximadamente 0,75 dólares por adulto y día, entregados mensualmente durante 12 años.
- Renta básica de corta duración: 80 pueblos con beneficiarios que reciben la misma cantidad mensual, pero sólo durante 2 años.
- Pagos a suma alzada: 80 pueblos con beneficiarios que reciben un pago a tanto alzado equivalente al valor total del flujo a corto plazo.
- Grupo de control: 100 pueblos que no reciben transferencias de efectivo

En noviembre de 2019, un documento financiero sobre el experimento de GiveDirectly descubrió que cada dólar de las transferencias de efectivo aumentaba la actividad económica local en 2,6 dólares.

## Financiación
GiveDirectly recauda donaciones de donantes privados, así como de fundaciones. En 2015, la organización recibió 25 millones de dólares de Good Ventures, una fundación privada creada por el cofundador de Facebook Dustin Moskovitz y su esposa Cari Tuna. En 2019, la organización obtuvo una subvención de 2,1 millones de dólares del Global Innovation Fund.

## Recepción

### Opiniones sobre GiveWell
GiveDirectly ha sido nombrada una de las organizaciones benéficas «mejor valoradas» por GiveWell en 2012, hasta 2020.

### Recepción por parte de economistas del desarrollo
Tras la publicación de la autoevaluación de impacto de GiveDirectly en octubre de 2013, el economista del Banco Mundial David McKenzie elogió la solidez del diseño del estudio y la clara revelación del conflicto de intereses del director del estudio, pero planteó dos preocupaciones:
- El uso de autoinformes dificultó la interpretación de los resultados y la fiabilidad de los mismos (esta es una característica de cualquier estudio que intente medir el consumo).
- La división de la muestra en tantos grupos significaba que había menos poder estadístico para decidir claramente qué grupo tenía mejores resultados.

Chris Blattman, un académico especializado en economía del desarrollo, con especial atención a los ensayos controlados aleatorios, también escribió en su blog sobre el estudio. Expresó dos reservas principales:
- El efecto expectativa-observador, por el que las personas a las que se hacen preguntas pueden verse sutilmente influidas en sus respuestas por las expectativas del experimentador.
- La falta de un efecto positivo claro en los resultados a largo plazo, así como la falta de aumento del gasto en sanidad y educación.